# Docelles
Docelles és un municipi francès, situat al departament dels Vosges i a la regió del Gran Est. L'any 2007 tenia 1.003 habitants.

## Demografia

### Població
El 2007 la població de fet de Docelles era de 1.003 persones. Hi havia 400 famílies, de les quals 130 eren unipersonals (71 homes vivint sols i 59 dones vivint soles), 111 parelles sense fills, 131 parelles amb fills i 28 famílies monoparentals amb fills.
La població ha evolucionat segons el següent gràfic:
Habitants censats

### Habitatges
El 2007 hi havia 446 habitatges, 421 eren l'habitatge principal de la família, 10 eren segones residències i 15 estaven desocupats. 260 eren cases i 182 eren apartaments. Dels 421 habitatges principals, 232 estaven ocupats pels seus propietaris, 185 estaven llogats i ocupats pels llogaters i 4 estaven cedits a títol gratuït; 4 tenien una cambra, 42 en tenien dues, 83 en tenien tres, 114 en tenien quatre i 178 en tenien cinc o més. 283 habitatges disposaven pel capbaix d'una plaça de pàrquing. A 199 habitatges hi havia un automòbil i a 143 n'hi havia dos o més.

### Piràmide de població
La piràmide de població per edats i sexe el 2009 era:
| Homes | Edats   | Dones |
| ----- | ------- | ----- |
| 0     | 95 o +  | 0     |
| 4     | 90 a 94 | 0     |
| 4     | 85 a 89 | 8     |
| 4     | 80 a 84 | 4     |
| 12    | 75 a 79 | 28    |
| 16    | 70 a 74 | 28    |
| 44    | 65 a 69 | 20    |
| 28    | 60 a 64 | 24    |
| 8     | 55 a 59 | 20    |
| 32    | 50 a 54 | 20    |
| 24    | 45 a 49 | 4     |
| 36    | 40 a 44 | 40    |
| 28    | 35 a 39 | 40    |
| 48    | 30 a 34 | 28    |
| 52    | 25 a 29 | 52    |
| 24    | 20 a 24 | 28    |
| 28    | 15 a 19 | 20    |
| 24    | 10 a 14 | 32    |
| 40    | 5 a 9   | 28    |
| 56    | 0 a 4   | 40    |

## Economia
El 2007 la població en edat de treballar era de 628 persones, 464 eren actives i 164 eren inactives. De les 464 persones actives 387 estaven ocupades (214 homes i 173 dones) i 77 estaven aturades (36 homes i 41 dones). De les 164 persones inactives 55 estaven jubilades, 48 estaven estudiant i 61 estaven classificades com a «altres inactius».

### Ingressos
El 2009 a Docelles hi havia 408 unitats fiscals que integraven 979 persones, la mediana anual d'ingressos fiscals per persona era de 14.398,5 €.

### Activitats econòmiques
Dels 42 establiments que hi havia el 2007, 1 era d'una empresa alimentària, 7 d'empreses de fabricació d'altres productes industrials, 13 d'empreses de comerç i reparació d'automòbils, 1 d'una empresa de transport, 2 d'empreses d'hostatgeria i restauració, 1 d'una empresa financera, 1 d'una empresa immobiliària, 5 d'empreses de serveis, 7 d'entitats de l'administració pública i 4 d'empreses classificades com a «altres activitats de serveis».
Dels 7 establiments de servei als particulars que hi havia el 2009, 1 era una oficina d'administració d'Hisenda pública, 1 oficina de correu, 1 una oficina bancària, 2 tallers de reparació d'automòbils i de material agrícola i 2 perruqueries.
Dels 3 establiments comercials que hi havia el 2009, 2 eren botiges de menys de 120 m² i 1 una botiga de menys de 120 m².
L'any 2000 a Docelles hi havia 6 explotacions agrícoles.

## Equipaments sanitaris i escolars
El 2009 hi havia 1 farmàcia i 1 ambulància.
El 2009 hi havia una escola elemental.

## Poblacions més properes
El següent diagrama mostra les poblacions més properes.